# Tunnel (álbum)
Tunnel es el tercer álbum del guitarrista Buckethead bajo el nombre de Death Cube K (anagrama de Buckethead), el cual fue lanzado en 1999 bajo el sello disquero TDRSmusic y producido por el dueño Travis Dickerson.

## Canciones
1. «Thanatopsis» - 8:03
2. «Tunnel» - 3:11
3. «Leech» - 2:25
4. «Post Mortem» - 3:32
5. «Hemloc» - 3:30
6. «Scalding Tank» - 2:13
7. «Loss Leper» - 9:48
8. «Mange» - 3:36
9. «Draw + 1/4» - 8:01
10. «Gap» - 3:20
11. «Depth Of The Four Horrors» - 1:20

## Créditos
- Buckethead - Guitarras, Bajos y Sonidos Ambientales
- Travis Dickerson - Piano
- Producido por Travis Dickerson y Buckethead
- Portada por - Travis Dickerson.
- Grabado en el estudio de Travis Dickerson en Chatsworth; California